# Gynandromyia saegeri
Gynandromyia saegeri är en tvåvingeart som beskrevs av Verbeke 1962. Gynandromyia saegeri ingår i släktet Gynandromyia och familjen parasitflugor.
Artens utbredningsområde är Kongo. Inga underarter finns listade i Catalogue of Life.